# PINKK-Pécsi 424
A PINKK-Pécsi 424 (hivatalos nevén Pécsi Női Kosárlabda Sportegyesület Pécsi 424) egy pécsi női kosárlabdaklub. A csapat 2023 óta a női kosárlabda másodosztályában szerepel. Az egyesült 2012-ben alakult meg, miután Pécsett megszűnt az addigi egyetlen női kosárlabdaklub, a Pécs 2010.

## Története
A csapat a 2012-ig Baján szereplő Bajai NKK jogutódja, amely 2009-ben jutott fel az élvonalba. 2012 óta Baján újra másodosztályú csapat szerepel.
A csapat a megalakulásától kezdve a mérkőzéseit Komlón játszotta, 4 szezonon keresztül. Első két évében a csapat húzóneve és kapitánya Iványi Dalma volt.
A PINKK a 2012–2013-as bajnokságban az alapszakasz 5. helyén végzett, a negyeddöntőben a városi rivális PEAC-Pécs csapatát legyőzve került az elődöntőbe, ott a későbbi bajnok Sopron legyőzte, majd a bronzcsatában a Diósgyőr ellen győzedelmeskedve bronzérmet szereztek.
A 2013–2014-es bajnokságban a magyar-szlovák bajnokság 6. helyén végeztek (a magyar csapatok között negyedikként), a középszakaszban megtartották a 4. helyet, a rájátszásban előbb a Győr, majd az alapszakasz-győztes Diósgyőr ellen egyaránt 2–0-ra, a döntőben a PEAC ellen 3–2-re győztek, és első bajnoki címüket szerezték. Az Európa Kupában a csoportkör után kiesett a csapat.
A 2014-2015-ös szezonban a bajnokság 5. helyén végzett a csapat, a Magyar Kupában bronzérmet szerzett. Az Európa Kupában a csoportkör után kiesett a csapat.
A 2015–2016-os bajnokságban és a kupában egyaránt bronzérmet szerzett a csapat.
A 2016–2017-es szezontól kezdve újra Pécsett, a Gandhi Sportcsarnokban játszik az együttes.

### Bajnoki és kupahelyezések az élvonalban
| Év        | Csapatnév       | Bajnokság | Kupa |
| --------- | --------------- | --------- | ---- |
| 2009–2010 | Bajai NKK       | 10.       |      |
| 2010–2011 | Bajai NKK       | 8.        |      |
| 2011–2012 | Bajai NKK       | 7.        |      |
| 2012–2013 | PINKK-Pécsi 424 | 3.        |      |
| 2013–2014 | PINKK-Pécsi 424 | 1.        |      |
| 2014–2015 | PINKK-Pécsi 424 | 5.        | 3.   |
| 2015–2016 | PINKK-Pécsi 424 | 3.        | 3.   |